# Sophie-Louise Wachtmeister
Sophie-Louise Wachtmeister af Johannishus, född 10 september 1886 i Clarens, Schweiz, död 25 januari 1974, var en svensk grevinna, målare, skulptör och batikkonstnär.
Hon var dotter till jägmästaren greve Axel Fredrik Gabriel Wachtmeister och Engela Elisabeth Carlsson och under en period från 1918 gift med den danske konstnären Poul Bille-Holst. Wachtmeister studerade målning vid Althins målarskola i Stockholm och för Julius Exter och skulptur för Hans Schwegerle i München. Därefter fortsatte hon sina studier för Antoine Bourdelle och Roger Bissière i Paris samt under ett stort antal studieresor runt om i Europa och Nordafrika. Under sin tid i Paris medverkade hon en gång i utställningen Exposition internationale des arts décoratifs och under de år hon bodde i Danmark medverkade hon några gånger i Kunstnernes Efterårsudstilling i Köpenhamn. I Sverige medverkade hon i en följd av år i Helsingborgs konstförenings utställningar på Vikingsbergs konstmuseum och någon gång med Ängelholms konstförening. Hennes bildkonst består av stilleben, porträtt och små naturskildringar. Som skulptör arbetade hon huvudsakligen med porträttbyster bland annat utförde hon en porträttbyst av Frans G. Bengtsson för Vikingsbergs konstmuseum i Helsingborg. Wachtmeister är representerad vid Helsingborgs museum.